# Hippophae gyantsensis
Hippophae gyantsensis är en havtornsväxtart som först beskrevs av Rousi, och fick sitt nu gällande namn av Yong Yung Shan Lian. Hippophae gyantsensis ingår i släktet Hippophae och familjen havtornsväxter. Inga underarter finns listade i Catalogue of Life.